# 丹絨亞路
丹絨亞路（旧写作丹容亚路）是馬來西亞沙巴州首府亞庇的副县，主要涵蓋長約2公里的丹絨亞路海灘周邊。该镇不仅是亞庇國際機場第二航站楼的所在地，也是西沙巴铁路丹絨亞路站的主要车站，目前也正在进行类似吉隆坡中央车站的Aeropod发展项目。

## 圖庫

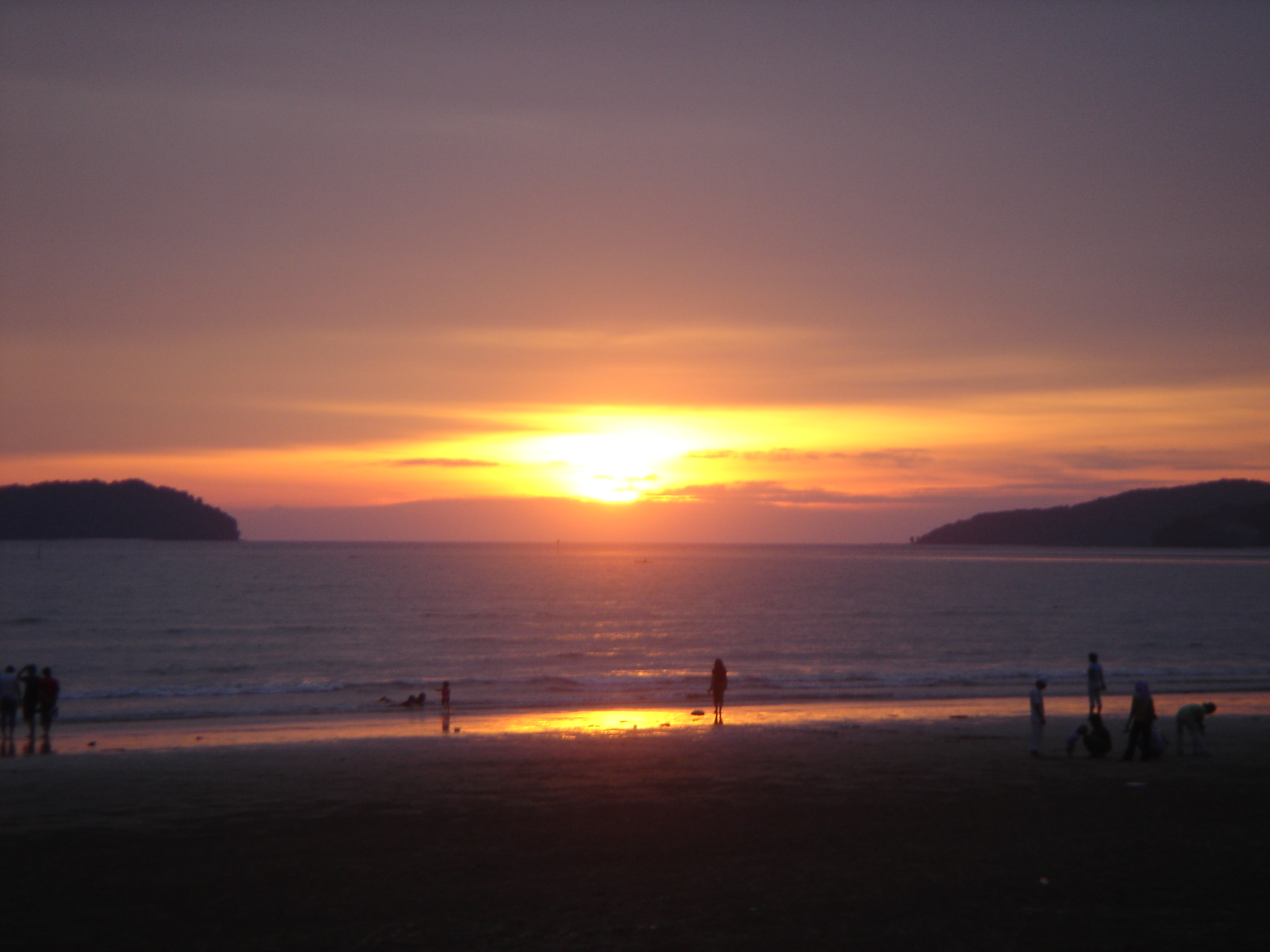
夕陽下的丹絨亞路海灘
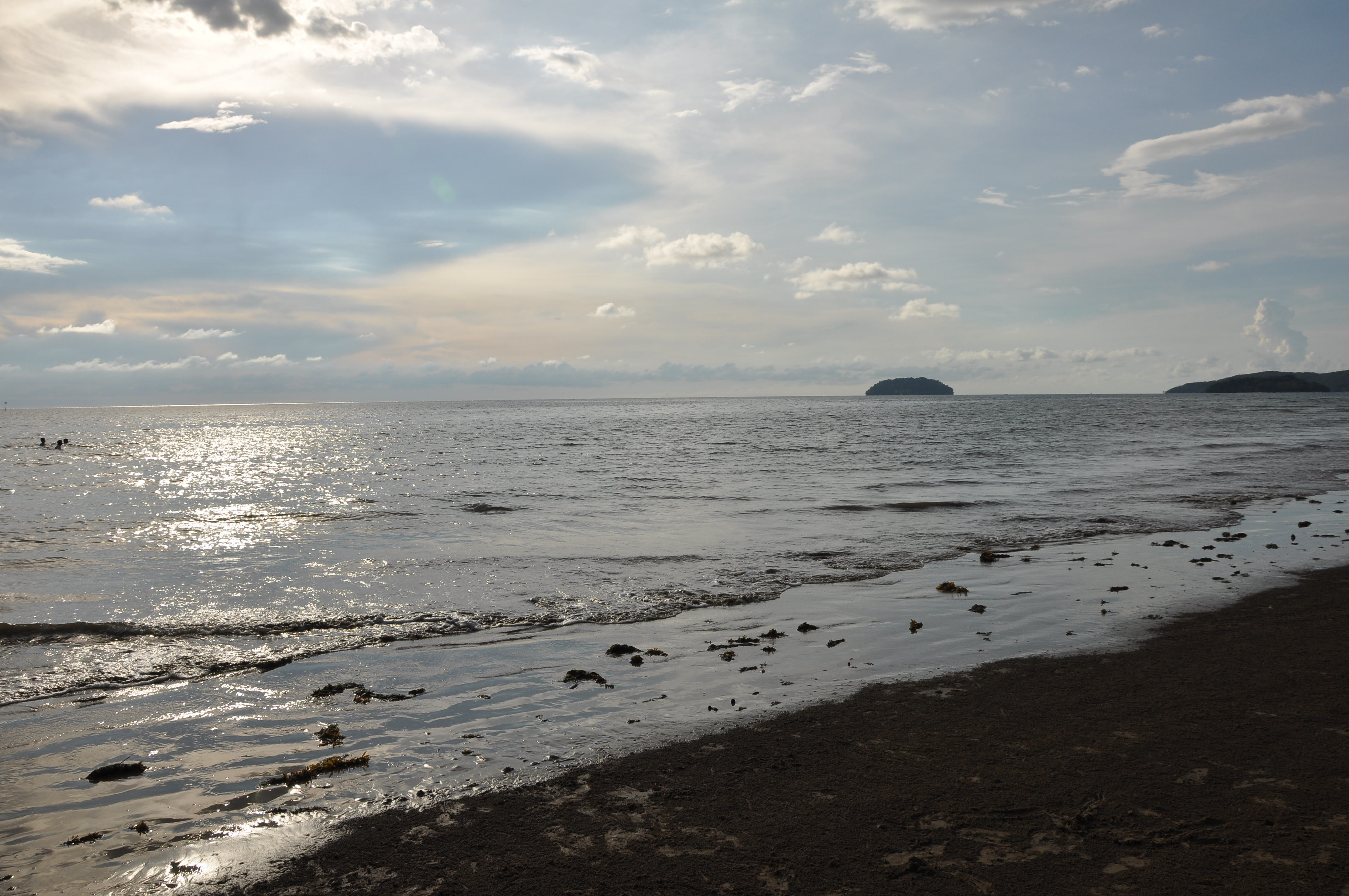
丹絨亞路海灘
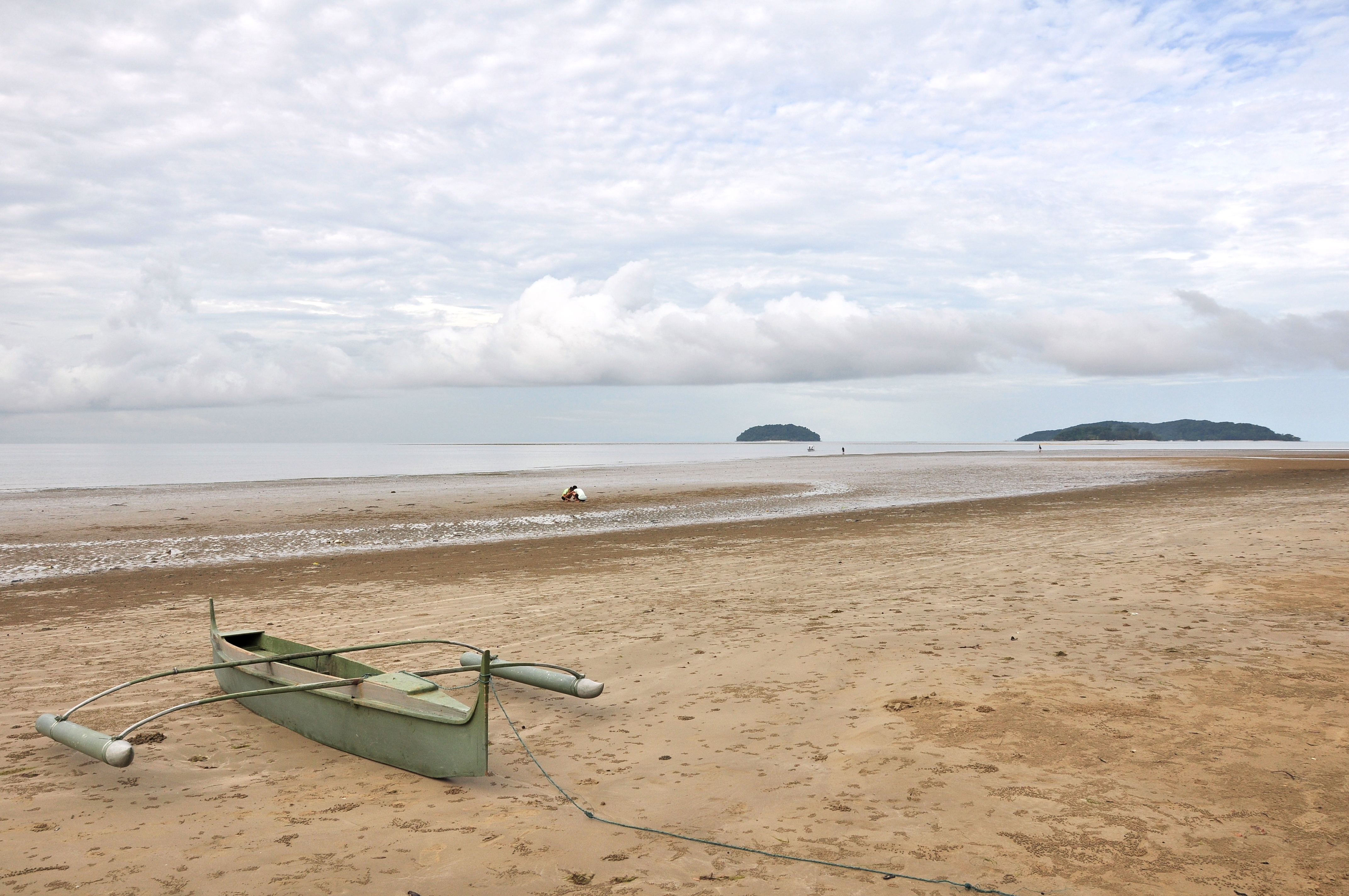
在丹絨亞路海灘上的小船
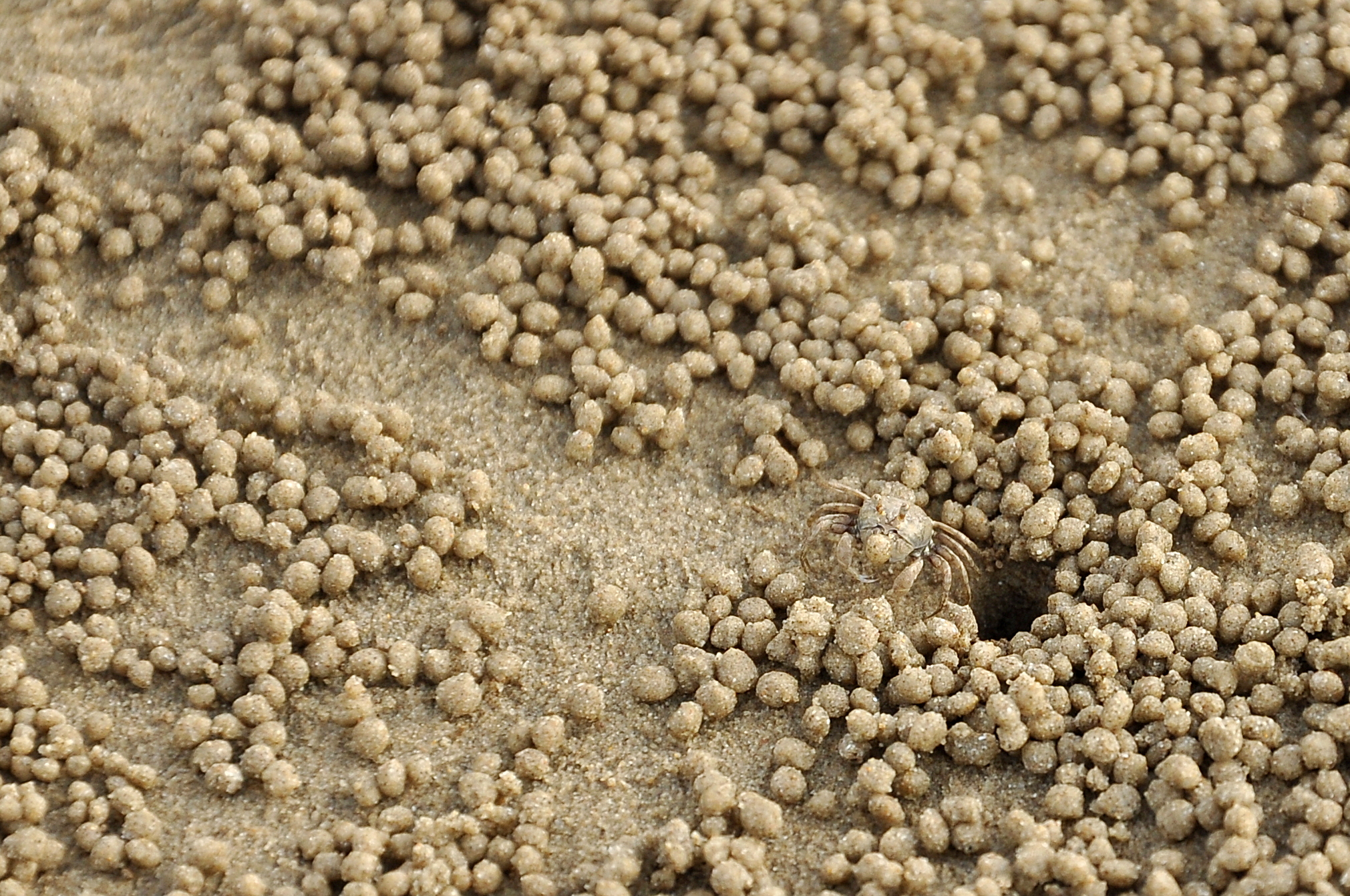
丹絨亞路海灘上的生物現象
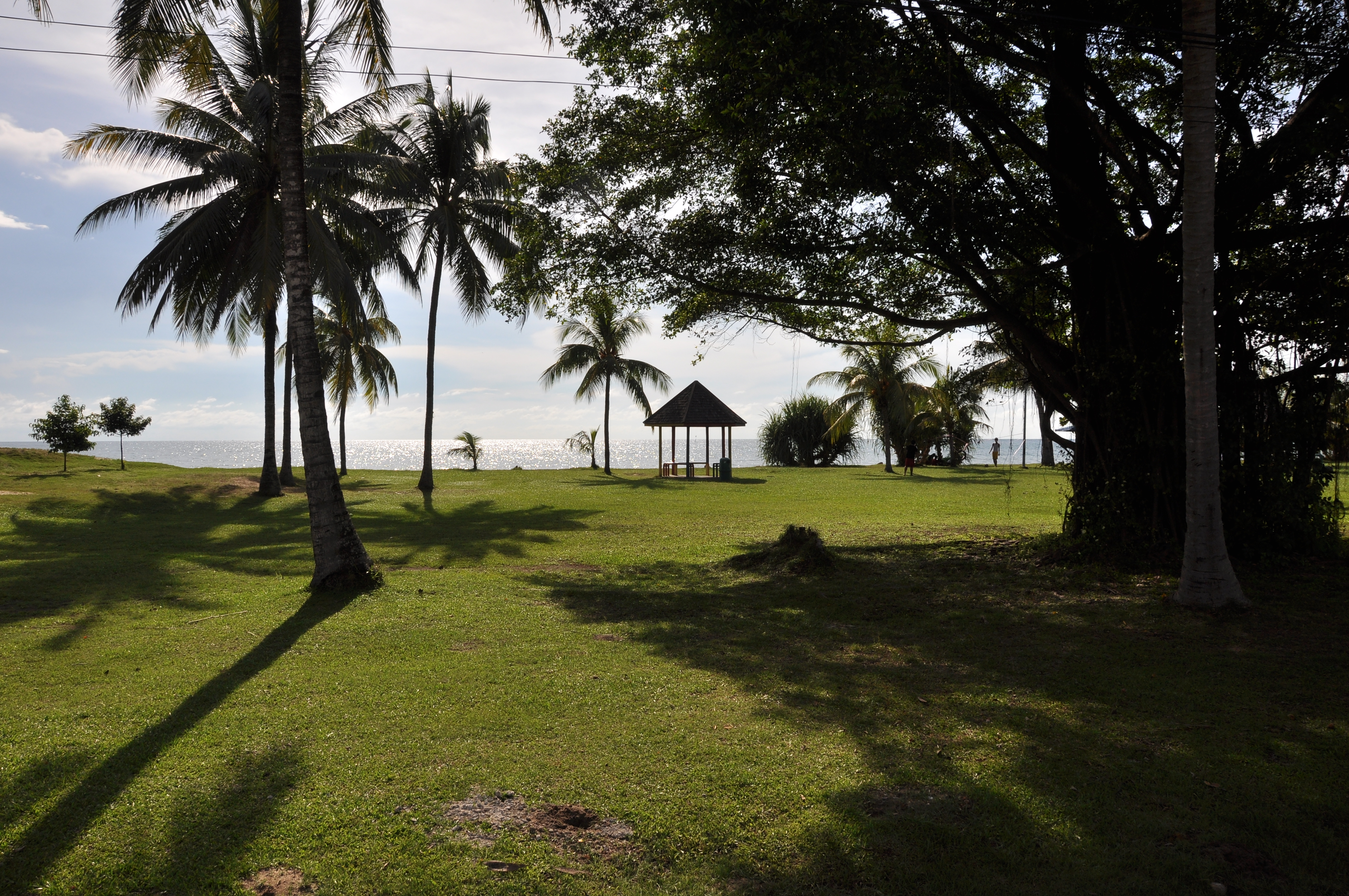
丹絨亞路公園
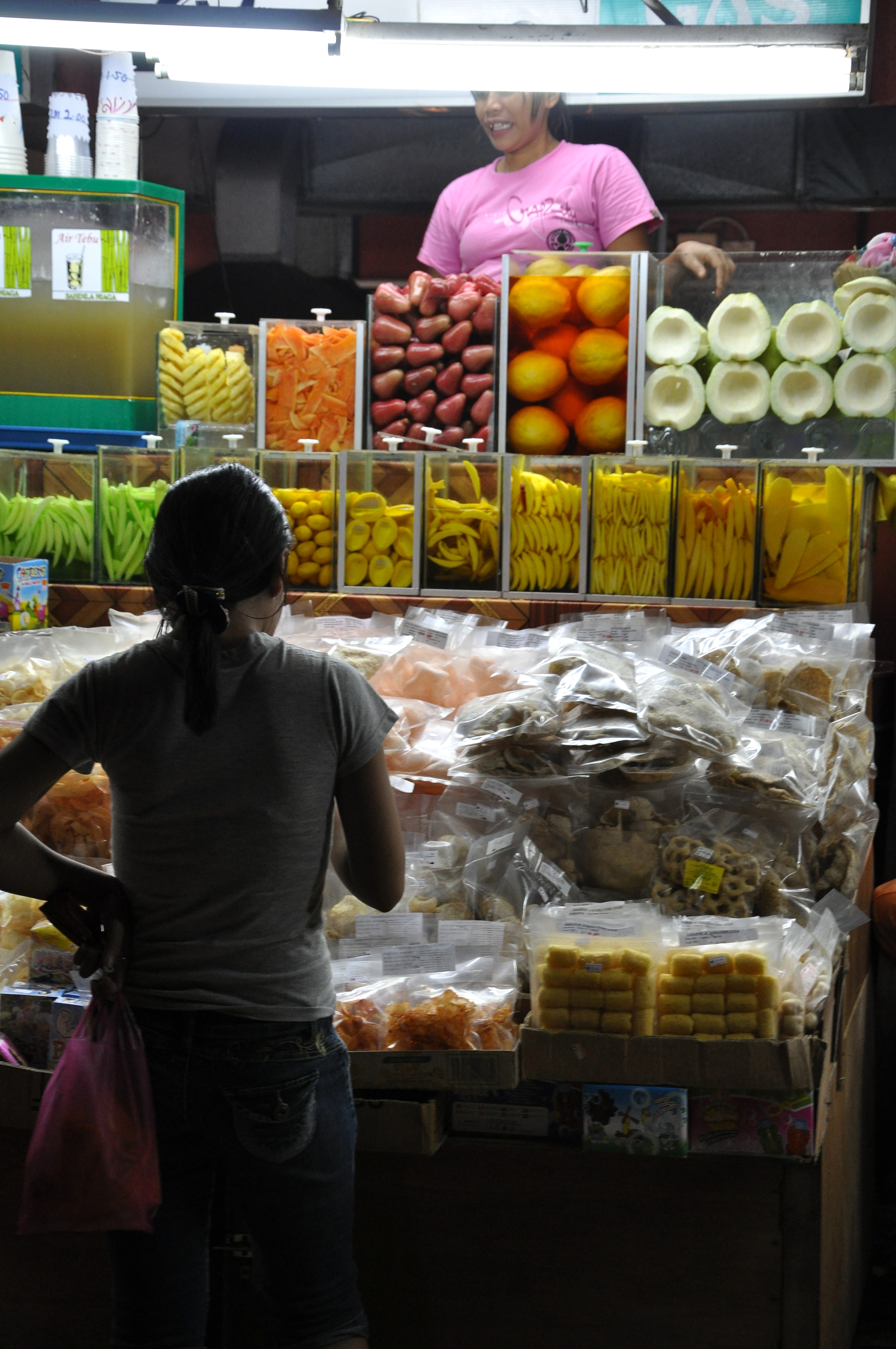
丹絨亞路海灘旁的水果攤
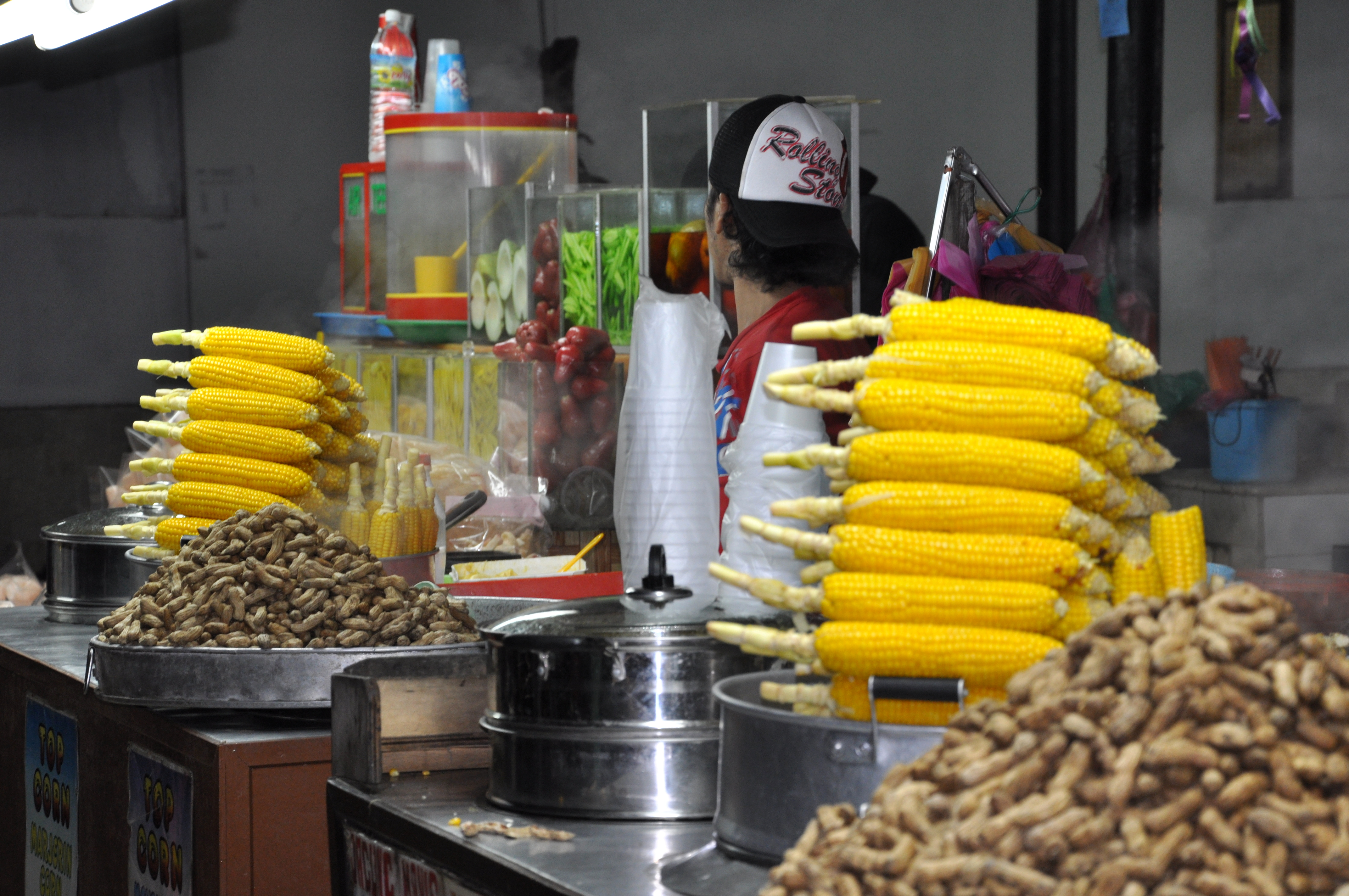
丹絨亞路的玉米花生攤販
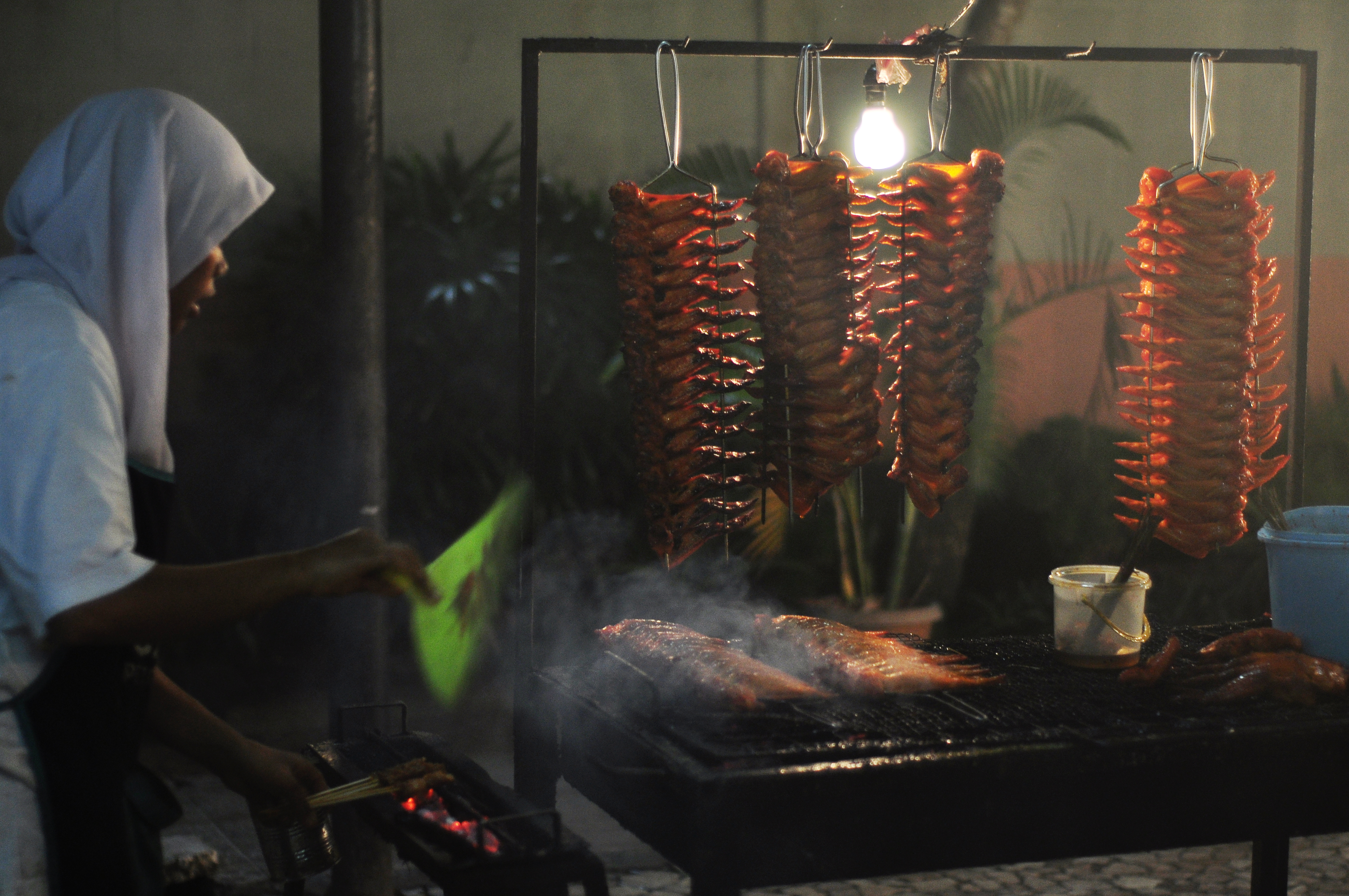
丹絨亞路大排檔的沙嗲攤販
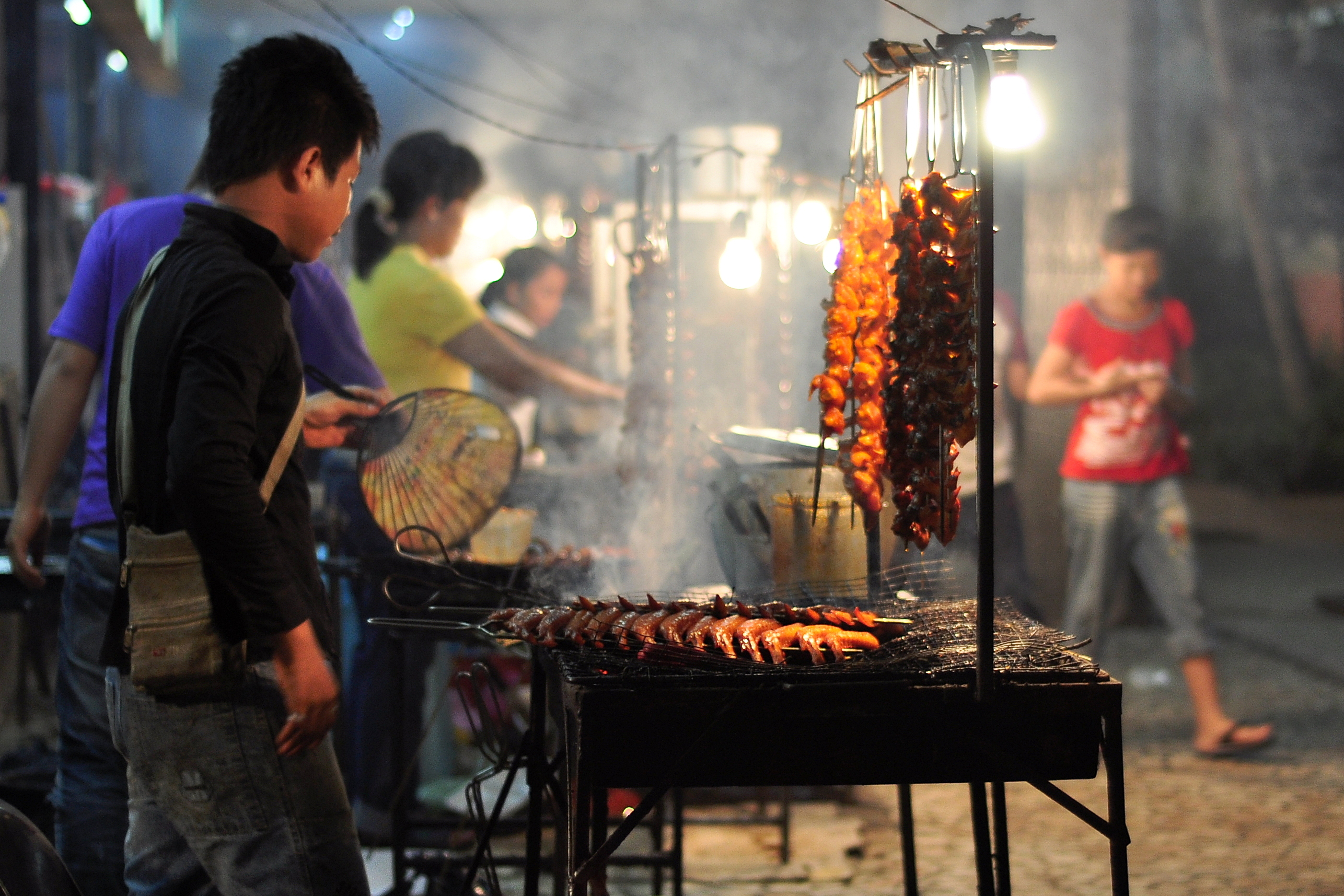
丹絨亞路大排檔的烤雞翅攤販